# László Magyar
László Magyar (Hajdukovo kod Subotice 3. lipnja 1937. – Montreal, 10. lipnja 1998.), profesor nјemačkog jezika i književnosti, arhivist, pisac preko 300 članaka, rasprava i studija iz lokalne, zavičajne povijesti.
Od 1975. godine radio je u Povijesnom arhivu u Subotici. Svoja istraživanja obavljao u arhivima u zemlji i inozemstvu. 
Najznačajnija autorska i uređivačka djela:
1. Koreni, svedočenje vekova, Pravni položaj i stanovništvo Subotice 1391-1828, Istorijski arhiv Subotica, Subotica 1991.(urednik i autor studija)
2. Acel Henrik Szabdkan, Subotica 1992.
3. Palićke šetnje, Subotica 2003.
4. Ilustrovana istorija Subotice - Szabadka képes történelme, Subotica 2004.

- Dobitnik općinskih nagrada Ferenc Bodrogvári (1996.) i Pro urbe (1998.)
- Jedan trg na Paliću danas nosi njegovo ime.

## Vanjske poveznice
- Subotica.org[neaktivna poveznica] Laslo Mađar: „Palićke šetnje“ (Subotica, 2003.), str.: 44, 45 i 46
- Forum sa starim slikama Subotice u 19. i 20. stoljeću
- A Bácsország vajdasági honismereti szemle története  Arhivirana inačica izvorne stranice od 23. prosinca 2008. (Wayback Machine)